# Sakawa (tàu tuần dương Nhật)
Sakawa (tiếng Nhật: 酒匂) là một tàu tuần dương hạng nhẹ thuộc lớp Agano đã phục vụ cùng Hải quân Đế quốc Nhật Bản trong Chiến tranh Thế giới thứ hai. Tên của nó được đặt theo sông Sakawa thuộc tỉnh Kanagawa của Nhật Bản. Con tàu này có lẽ được biết đến nhiều nhất do được sử dụng như một mục tiêu trong cuộc thử nghiệm bom nguyên tử tại đảo san hô Bikini vào năm 1946.

## Thiết kế và chế tạo
Sakawa là chiếc thứ tư cũng là chiếc cuối cùng được hoàn tất trong lớp Agano. Nó được đặt lườn vào ngày 21 tháng 11 năm 1942, được hạ thủy vào ngày 9 tháng 4 năm 1944 và được đưa ra hoạt động vào ngày 30 tháng 11 năm 1944 tại xưởng hải quân Sasebo. Giống như những chiếc cùng lớp, nó được dự định hoạt động như là soái hạm của hải đội tàu khu trục hoặc tàu ngầm.

## Lịch sử hoạt động

### Hải quân Đế quốc Nhật Bản
Sau khi hoàn tất, Sakawa được phân về Hạm đội Liên hợp tại Yokosuka, và đến ngày 15 tháng 1 năm 1945, Sakawa trở thành soái hạm của Hải đội Khu trục 11, tham gia huấn luyện cùng các tàu khu trục mới trong vùng biển Nội địa cũng như tiến hành một loạt các thử nghiệm về lớp vỏ bọc mới chống radar dành cho tàu ngầm.
Ngày 1 tháng 4 năm 1945, Sakawa được phân về Hạm đội 2 để tham gia "Chiến dịch Ten-Go", một nhiệm vụ tự sát chống lại lực lượng hạm đội Mỹ đang tấn công Okinawa. Thoạt tiên, Sakawa được dự định cho tháp tùng thiết giáp hạm Yamato cùng con tàu chị em Yahagi, nhưng đã không có đủ nhiên liệu cho Sakawa cùng hải đội khu trục của nó. Sau khi Yamato bị mất cùng với Yahagi và bốn tàu khu trục khác, Sakawa được bố trí trở lại Hạm đội Liên hợp.
Khi Nhật Bản đầu hàng vào ngày 2 tháng 9 năm 1945, Sakawa đang ở tại Maizuru, Kyoto, chưa từng tham gia tác chiến một lần nào. Nó được chính thức rút khỏi danh sách Đăng bạ Hải quân ngày 5 tháng 10 năm 1945.

### Hải quân Hoa Kỳ
Sakawa được Mỹ chiếm hữu như một chiến lợi phẩm sau khi kết thúc chiến tranh, và nó được dùng để triệt thoái 1.339 binh lính Lục quân trú đóng trên bốn đảo nhỏ thuộc nhóm đảo Nam Palau vào tháng 10 năm 1945. Chiếc tàu tuần dương tiếp tục thực hiện công việc hồi hương cho đến cuối tháng 2 năm 1946.
Vào ngày 25 tháng 2 năm 1946, Sakawa được chuyển cho Hải quân Mỹ, vốn muốn sử dụng nó cùng với các con tàu còn sống sót khác của Hải quân Đế quốc Nhật Bản trước đây trong cuộc thử nghiệm bom nguyên tử tại đảo san hô Bikini sắp tới. Đội cứu hộ nhận một lườn tàu rò rỉ nước và bị phá hại bởi chuột, với hầu hết các hệ thống trên con tàu không hoạt động. Sakawa rời Yokosuka vào ngày 18 tháng 3 năm 1946 hướng đến Eniwetok với một thủy thủ đoàn Mỹ gồm 165 sĩ quan và thủy thủ người, tháp tùng bởi thiết giáp hạm Nagato, cũng do một thủy thủ đoàn Mỹ vận hành. Mười ngày sau, khi còn cách Eniwetok 550 km (300 hải lý), Nagato bị hỏng một nồi hơi và bắt đầu bị tràn nước nên nghiêng nặng sang mạn phải. Sakawa dự định kéo nó, nhưng rồi bị hết nhiên liệu. Tàu chở dầu Nickajack Trail được cho chuyển hướng để tiếp nhiên liệu cho hai con tàu, nhưng bản thân nó bị mắc cạn vào một bãi san hô do thời tiết xấu và bị mất. Cuối cùng, Sakawa và Nagato cũng được kéo về đến Eniwetok vào ngày 1 tháng 4 năm 1946.
Trong khi ở lại Eniwetok, năm trong số các thủy thủ Mỹ nổi giận do điều kiện làm việc tồi tệ trên Sakawa. Trên một con tàu bình thường với quân số 730, Hải quân Mỹ sử dụng một đội 165 người để làm công việc của 325 người. Năm thủy thủ này đã phá hoại con tàu bằng cách tháo ống dẫn áp lực đến van hành trình vượt tốc và đổ cát vào các bơm dầu và nước. Họ còn đập phá các đồng hồ và cắt ống dẫn hơi nước áp lực cao nhằm được cách chức khỏi con tàu chiến bẩn thỉu. Thay vì bị cách chức, năm thủy thủ này phải chịu các hình phạt tại tòa án binh. Vào tháng 5, sau khi được sửa chữa khẩn cấp, Sakawa đến được đảo san hô Bikini.
Trong Chiến dịch Crossroads vào ngày 1 tháng 7 năm 1946, Sakawa và Nagato là những tàu mục tiêu chủ yếu trong vụ nổ bom nguyên tử thử nghiệm trên không "ABLE", cùng với các thiết giáp hạm Mỹ USS Arkansas, USS New York, USS Nevada và USS Pennsylvania. Sakawa được cho neo đậu bên mạn trái chiếc Nevada, nơi quả bom được thả. Vụ nổ xảy ra 450 m (490 yard) bên trên và chếch về mạn phải Sakawa về phía đuôi, khiến nó bị cháy dữ dội trong 24 giờ, phá hủy cấu trúc thượng tầng, làm hư hại lườn tàu và thung đuôi tàu. Sau thử nghiệm, tàu kéo USS Achomawi cố gắng kéo Sakawa đến một bãi biển để tránh cho nó khỏi chìm nhưng thất bại. Sakawa bắt đầu chìm ngay sau khi được kéo, và với một dây cáp còn nối giữa hai con tàu, Achomawi cũng bắt đầu bị kéo chìm theo. Sau một số nỗ lực, thủy thủ đã cắt được dây cáp bằng một mỏ hàn. Sakawa chìm ngày 2 tháng 7 năm 1946 cùng một đoạn của sợi cáp vẫn còn dính theo nó.
Vụ nổ thử nghiệm thứ hai BAKER diễn ra dưới nước cách xác tàu đắm của Sakawa 150 m (500 ft).